# Delitzsch oberer Bahnhof
Het Delitzsch oberer Bahnhof is een van de twee reizigersstations in Delitzsch in de Duitse deelstaat Saksen. Het andere station heet Delitzsch unterer Bahnhof en ligt aan een spoorlijn tussen Zerbst en Leipzig Hauptbahnhof.
Station Delitzsch oberer Bahnhof werd vóór 1945 ook Sorauer Bahnhof genoemd naar de thans in Polen gelegen plaats: Sorau.  
Thans is het enkel nog een halte op de regionale lijn Halle - Cottbus, 27 km ten oosten van Halle Hbf.
Het voormalige reizigersgebouw dateert uit 1872. Het werd in 1945 zwaar beschadigd, maar heropgebouwd. Vanaf 1990 werd het niet meer gebruikt en leed het onder toenemend verval. Het inmiddels onder monumentenzorg geplaatste gebouw werd gerestaureerd in 2007 en huisvest sinds 2008 de Theaterakademie Sachsen.
Het station werd gereduceerd tot twee sporen na de unie van Deutsche Bundesbahn en Deutsche Reichsbahn in 1994 en werd bediend 2008-2015 door de regionale treinen RB118 van de Mitteldeutsche Regiobahn. Het wordt nu bediend door de lijn RB75 van Abellio.

## Afbeeldingen

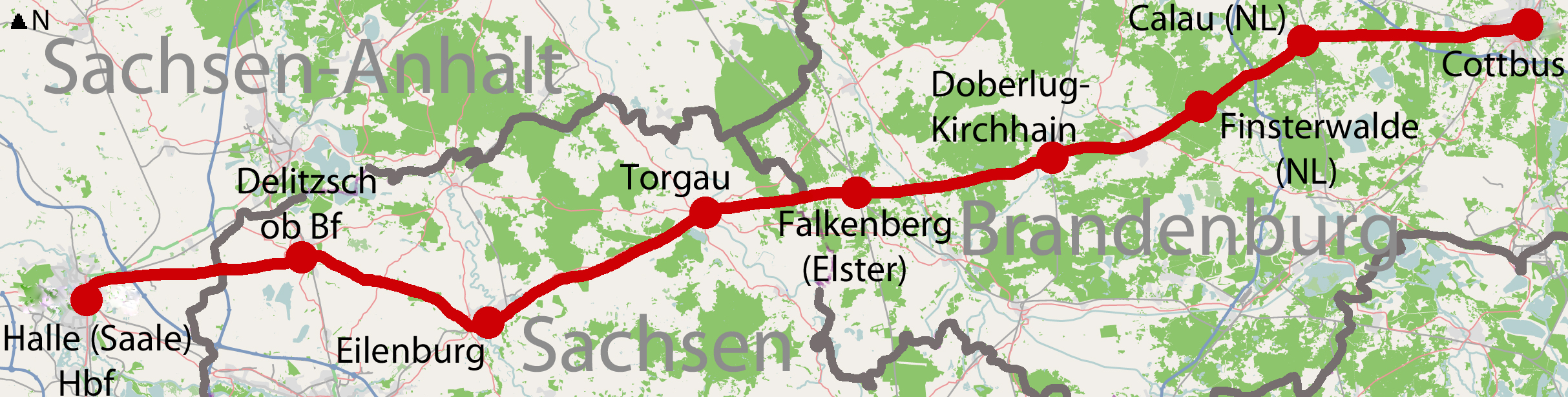
Trajectkaart spoorlijn Halle-Cottbus. NL staat voor: Nieder-Lausitz.
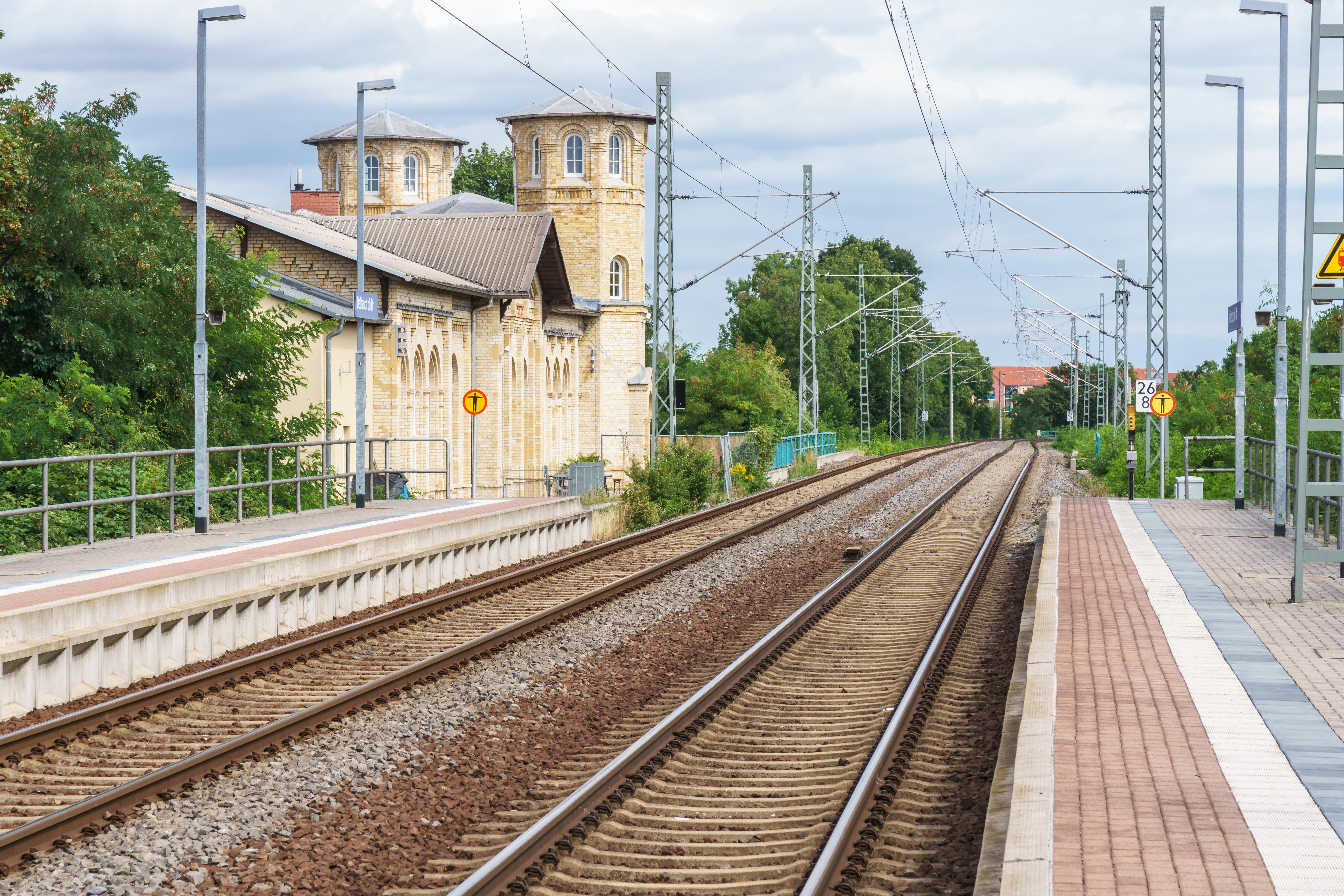
Station Delitzsch oberer Bahnhof

## Treindienst
| Serie | Treinsoort                                 | Route                                                    | Bijzonderheden |
| ----- | ------------------------------------------ | -------------------------------------------------------- | -------------- |
| S 9   | S-Bahn Mitteldeutschland (DB Regio Südost) | Halle (Saale) Hbf – Delitzsch oberer Bahnhof – Eilenburg |                |